# Placówka Straży Celnej „Smolany”

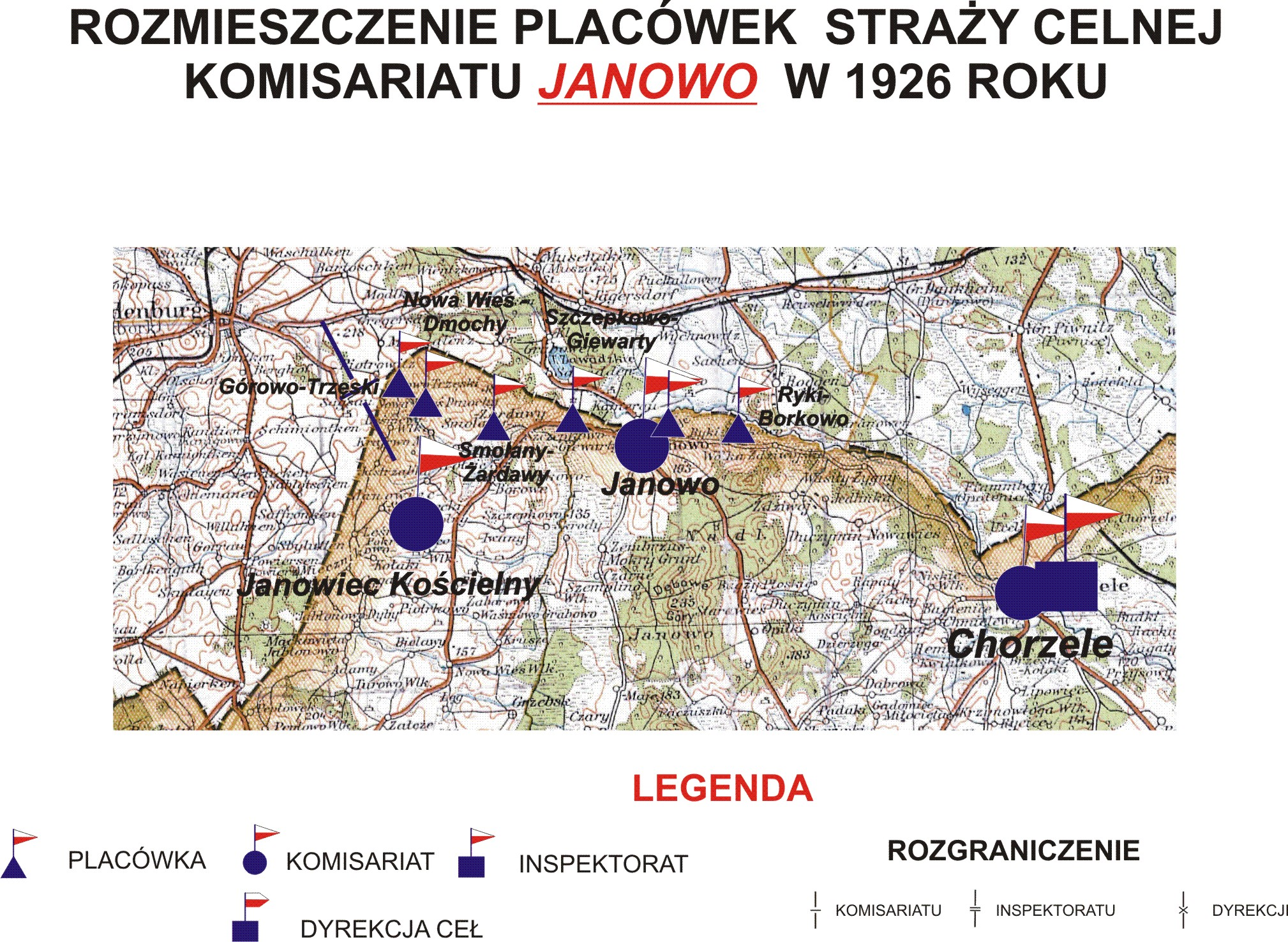
Rozmieszczenie placówek SC komisariatu "Janowo" w 1926 roku

Placówka Straży Celnej „Smolany”. – jednostka organizacyjna Straży Celnej pełniąca w okresie międzywojennym służbę ochronną na granicy polsko-niemieckiej.

## Formowanie i zmiany organizacyjne
Na wniosek Ministerstwa Skarbu, uchwałą z 10 marca 1920 roku, powołano do życia Straż Celną. Od połowy 1921 roku jednostki Straży Celnej rozpoczęły przejmowanie odcinków granicy od pododdziałów Batalionów Celnych. W 1921 roku w Janowcu Kościelnym stacjonował sztab 4 kompanii 1 batalionu celnego. 4 kompania celna wystawiła między innymi placówkę w Smolanach. Proces tworzenia Straży Celnej trwał do końca 1922 roku. Placówka Straży Celnej „Smolany” weszła w podporządkowanie komisariatu Straży Celnej „Janowo” z Inspektoratu SC „Chorzele”.
W drugiej połowie 1927 roku przystąpiono do gruntownej reorganizacji Straży Celnej. W praktyce skutkowało to rozwiązaniem tej formacji granicznej. Ochronę północnej, zachodniej i południowej granicy państwa przejęła powołana z dniem 2 kwietnia 1928 roku Straż Graniczna. W strukturach nowo powstałej formacji nie odtworzono placówki „Smolany”.

## Służba graniczna
Sąsiednie placówki
- placówka Straży Celnej „Giewarty” ⇔ placówka Straży Celnej „Nowa Wieś” − 1926[9][10]

## Funkcjonariusze placówki
Kierownicy placówki
| stopień          | imię i nazwisko, numer   | okres pełnienia służby | kolejne stanowisko |
| ---------------- | ------------------------ | ---------------------- | ------------------ |
| starszy strażnik | Stanisław Zalewski (359) | był w 1926             |                    |

Obsada personalna placówki w 1926:
- starszy strażnik Stanisław Zalewski (359)
- starszy strażnik Franciszek Siwka (401)
- strażnik Władysław Gurzęda (586)
- strażnik Ludwik Wawrzyniak (166)
- strażnik Stefan Płóciennik